# Suzuki GR650
La Suzuki GR650 è una motocicletta sportiva prodotta dalla casa motociclistica giapponese Suzuki dal 1983 al 1989.
Negli Stati Uniti veniva commercializzata con la denominazione GR650 Tempter, venendo venduta solo nel biennio 1983 e 1984.

## Descrizione
La GR650 era disponibile in due livelli di allestimento: GR650D e GR650X. La GR650X era dotato di ruote a raggi, verniciatura monocromatica e forcelle anteriori non regolabili. La GR650D invece aveva la verniciatura bicolore, cerchi in lega, un fanale anteriore supplementare posto sotto il faro principale e forcelle anteriori a gas regolabili.
La GR650 era spinta da un bicilindrico parallelo DOHC a quattro tempi raffreddato ad aria con due valvole per cilindro (quattro in totale). Questo motore aveva un albero a gomiti a 180° con contralbero di bilanciamento a ingranaggi e lubrificazione a carter umido. Ad alimentarla c'erano due carburatori erano due Mikuni CV BS36SS.